# Quận Griggs, North Dakota
Quận Griggs là một quận thuộc tiểu bang Bắc Dakota, Hoa Kỳ. Quận lỵ đóng ở Cooperstown6. Quận được đặt tên theo Alexander Griggs. Dân số theo điều tra năm 2010 của Cục điều tra dân số Hoa Kỳ là người 2420.

## Địa lý
Theo Cục điều tra dân số Hoa Kỳ, quận này có diện tích 1854 km2, trong đó có 20 km2 là diện tích mặt nước.